# 뽀삐
《뽀삐》(안현서)는 한국에서 제작된 뽀삐감독의 2002년 드라마, 코미디 영화이다. 백현진 등이 주연으로 출연하였다.

## 출연

### 주연
- 백현진
- 오윤홍
- 오현리
- 이정표
- 서영화

### 조연
- 박현영
- 차지우

## 기타
- 프로듀서: 이진숙
- 제작실장: 우재령
- 제작부: 황동궁
- 촬영부: 주흥종
- 촬영부: 손현동
- 조명: 양진석
- 조명: 홍승철
- 연출부: 채현
- 연출부: 최진우
- 연출부: 표용수
- 동시녹음: 윤성기
- 동시녹음: 이태규
- 동시녹음: 김경호
- 동시녹음: 최대성
- 음향: 이상윤
- 미술: 노석미
- 미술: 김연재
- 포스터: 구성연